# Уджа, Энтони
Энтони Уджа (англ. Anthony Ujah; род. 14 октября 1990, Угбоколо, Нигерия) — нигерийский футболист, нападающий болгарского клуба «Ботев» (Пловдив). Выступал за сборную Нигерии.

## Карьера
Свою карьеру в Европе Уджа начал в клубе «Лиллестрём», где он провёл 36 матчей, в которых забил 27 мячей. В 2011 году он перешёл в «Майнц 05», а летом 2012 года был отдан в аренду на один год в «Кёльн», вылетевший во Вторую Бундеслигу.
5 мая 2015 года бременский «Вердер» объявил о том, что заключил с нападающим четырёхлетний контракт, который начал действовать с сезона 2015/16. 1 января 2018 года перешел в клуб «Майнц». 26 августа забил первый гол за клуб в ворота «Штутгарта».